# Paravibrissina adiscalis
Paravibrissina adiscalis är en tvåvingeart som beskrevs av Hiroshi Shima 1979. Paravibrissina adiscalis ingår i släktet Paravibrissina och familjen parasitflugor.
Artens utbredningsområde är Sarawak. Inga underarter finns listade i Catalogue of Life.